# Gaiba
Gaiba est une commune italienne de la province de Rovigo dans la région Vénétie en Italie.

## Administration
| Période                                  | Période | Identité | Étiquette | Qualité |
| ---------------------------------------- | ------- | -------- | --------- | ------- |
|                                          |         |          |           |         |
| Les données manquantes sont à compléter. |         |          |           |         |

### Hameaux
Borgata Canova, Fortini, Nuova, Surchio, Tommaselle

### Communes limitrophes
Bagnolo di Po, Ferrara di Monte Baldo, Ficarolo, Stienta

## Jumelages
- Alwernia (Pologne)
- Collegno (Italie)
- Rocchetta Sant'Antonio (Italie)